# Odenville
Odenville – miasto w Stanach Zjednoczonych, w stanie Alabama, w hrabstwie St. Clair. W roku 2023 miasto zamieszkiwały 5352 osoby, a gęstość zaludnienia wynosiła 637,1 osoby/km².